# Буланки (Сылвенское сельское поселение)
Буланки — деревня в Пермском районе Пермского края. Входит в состав Сылвенского сельского поселения.

## Географическое положение
Расположена вблизи берега реки Сылва, примерно в 6 км к югу от административного центра поселения, посёлка Сылва.

## Население
| 2010 |
| ---- |
| 8    |

## Топографические карты
- Лист карты O-40-78 Серга. Масштаб: 1 : 100 000. Состояние местности на 1983 год. Издание 1984 г.